# Мок, Роберт
Роберт Гастон «Боб» Мок (англ. Robert Gaston "Bob" Moch; 20 июня 1914, Монтесано, Вашингтон — 18 января 2005, Иссакуа, Вашингтон) — американский гребной рулевой, выступавший за сборную США по академической гребле в середине 1930-х годов. Чемпион летних Олимпийских игр в Берлине, победитель и призёр многих студенческих регат. Также известен как тренер по гребле и адвокат.

## Биография
Роберт Мок родился 20 июня 1914 года в городе Монтесано, штат Вашингтон.
Начал заниматься академической греблей во время учёбы в Вашингтонском университете в Сиэтле, состоял в местной гребной команде «Вашингтон Хаскис», в качестве рулевого неоднократно принимал участие в различных студенческих регатах, в частности в восьмёрках выигрывал чемпионат Межуниверситетской гребной ассоциации (IRA).
Наивысшего успеха в гребле на международном уровне добился в сезоне 1936 года, когда вошёл в основной состав американской национальной сборной и благодаря череде удачных выступлений удостоился права защищать честь страны на летних Олимпийских играх в Берлине. В составе распашного экипажа-восьмёрки в финале обошёл всех своих соперников, в том числе более чем на полсекунды опередил ближайших преследователей из Италии, и тем самым завоевал золотую олимпийскую медаль.
В период 1936—1939 годов работал помощником главного тренера в гребной команде Вашингтонского университета, затем в 1939—1944 годах занимал должность главного тренера по академической гребле в Массачусетском технологическом институте.
Впоследствии окончил Гарвардскую школу права и стал достаточно известным практикующим адвокатом в Сиэтле — ему даже довелось выиграть дело в Верховном суде США.
Умер от сердечного приступа 18 января 2005 года в городе Иссакуа, штат Вашингтон, в возрасте 90 лет.